# Сельское поселение «Деревня Нехочи»
Сельское поселение «Деревня Нехочи» — муниципальное образование в составе Хвастовичского района Калужской области России.
Центр — деревня Нехочи.

## История
Статус и границы сельского поселения установлены Законом Калужской области от 28 декабря 2004 года № 7-ОЗ.

## Состав
В поселение входят 3 населённых места:
- деревня Нехочи
- деревня Алексеевка
- посёлок Донской

## Население
| 2010 | 2012 | 2013 | 2014 | 2015 | 2016 | 2017 |
| ---- | ---- | ---- | ---- | ---- | ---- | ---- |
| 306  | ↘298 | ↘292 | ↘284 | ↘279 | ↘274 | ↘268 |
| 2018 | 2019 | 2020 | 2021 |      |      |      |
| ↘260 | ↗264 | ↘250 | ↘242 |      |      |      |